# Харвуд Хајтс (Илиноис)
Харвуд Хајтс (енгл. Harwood Heights) град је у америчкој савезној држави Илиноис.

## Демографија
По попису из 2010. године број становника је 8.612, што је 315 (3,8%) становника више него 2000. године.
| Група             | 2000.         | 2010.         |
| Белци             | 7.339 (88,5%) | 6.747 (78,3%) |
| Афроамериканци    | 26 (0,3%)     | 56 (0,7%)     |
| Азијати           | 367 (4,4%)    | 620 (7,2%)    |
| Хиспаноамериканци | 484 (5,8%)    | 1.069 (12,4%) |
| Укупно            | 8.297         | 8.612         |